# CNEOS 2014-01-08
CNEOS 2014-01-08, auch bekannt als Interstellarer Meteor 1 (IM1), war ein 0,45 m großer Meteor, der am 8. Januar 2014 nahe der Nordostküste von Papua-Neuguinea auf der Erde einschlug. In einem Preprint behaupteten die Astronomen Amir Siraj und Avi Loeb 2019, es handele sich um ein interstellares Objekt, wobei dieser Artikel 2022 in einer Fachzeitschrift veröffentlicht wurde. Dies wurde 2022 vom US Space Command aufgrund der Geschwindigkeit des Objekts relativ zur Sonne bestätigt. Einige Astronomen bezweifeln dies.

## Entdeckung und Bestätigung
Den Forschern zufolge stammte der Meteor mit einer Wahrscheinlichkeit von 99,999 % aus einer ungebundenen hyperbolischen Umlaufbahn. Der interstellare Kandidat wurde in Daten des Center for Near-Earth Object Studies (CNEOS) entdeckt. Die geschätzte Geschwindigkeit des Meteors von etwa 60 km/s wurde wahrscheinlich in den innersten Kernen eines anderen Sternsystems erzeugt. Eine Studie von Jorge I. Zuluaga aus dem Jahr 2019, die als Forschungsnotiz der American Astronomical Society veröffentlicht wurde, kam zu dem Schluss, dass selbst wenn die Richtung völlig unbekannt wäre, die Wahrscheinlichkeit, dass CNEOS 2014-01-08 hyperbolisch war, immer noch 48 % betrage.
Eine Bestätigung ist schwierig, da Informationen zur Quantifizierung der Daten der US-Regierung nicht öffentlich zugänglich sind. Im Jahr 2022 gab das United States Space Command bekannt, dass die Daten zur Geschwindigkeit des Meteors „genau genug sind, um auf eine interstellare Flugbahn hinzuweisen.“
Weitere Studien dazu wurden am 1. September 2023 veröffentlicht.

## Suche nach Fragmenten

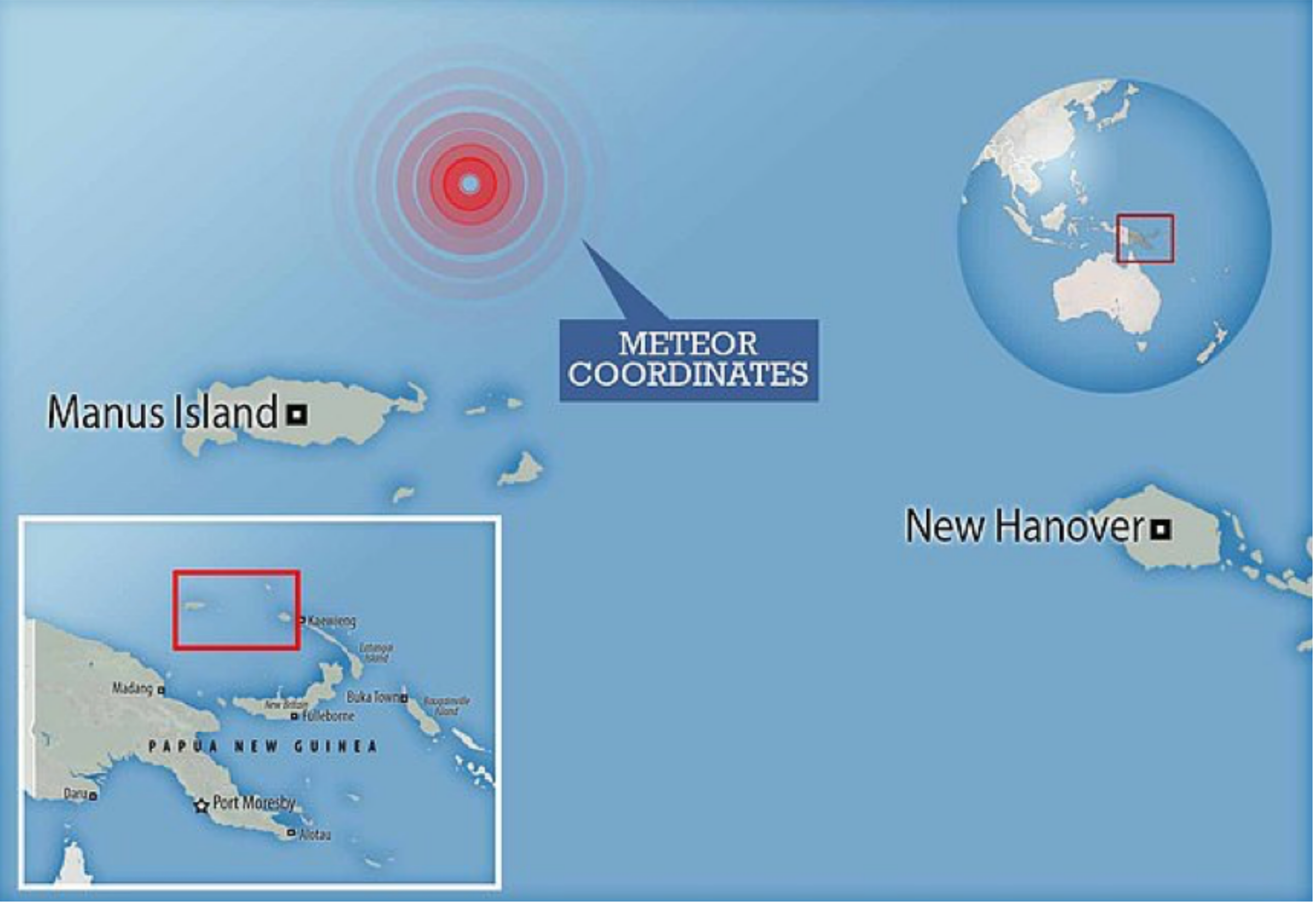
Das Galileo-Projekt beabsichtigt, Fragmente von CNEOS 2014-01-08 vom Meeresboden vor der Küste Papua-Neuguineas zu bergen und gab 2023 deren potenzielle Bergung solcher Fragmente bekannt

Amir Siraj, einer der Autoren, die über den Fund des mutmaßlichen interstellaren Meteoriten berichteten, erklärte: „Wir untersuchen derzeit, ob eine Mission zum Grund des Pazifischen Ozeans vor der Küste von der Insel Manus in der Hoffnung, Fragmente des Meteors von 2014 zu finden, erfolgversprechend oder überhaupt möglich sein könnte.“ Später beschrieben sie in einem Preprint (sowie in Interviews) den Expeditionsplan des Galileo-Projekts zur Bergung kleiner Fragmente des Meteors, der laut Loeb „sowohl in seiner Zusammensetzung als auch in seiner Geschwindigkeit selten zu sein scheint“ und bei dem nicht ausgeschlossen werden kann, dass es sich um „außerirdische Ausrüstung“ handelt. Dabei solle ein magnetischer Schlitten, der mithilfe einer Langleinenwinde ausgefahren wird, über den Meeresboden der Einschlagsregion gefahren werden. Siraj merkte an: „Die alternative Möglichkeit, ein interstellares Objekt aus nächster Nähe zu untersuchen, besteht darin, eine Weltraummission zu einem zukünftigen Objekt zu starten, das die Erdumgebung durchquert.“ Diese dürfte deutlich teurer sein als das geplante Projektbudget von 1,6 Millionen US-Dollar. In der Studie schreiben die Astronomen:
Interessanterweise weist CNEOS 2014-01-08 mit einem Staudruck von 194 MPa bei maximaler Helligkeit die höchste Materialfestigkeit aller 273 Boliden auf. Die zweithöchste Zugfestigkeit ist um mehr als den Faktor 2 kleiner, nämlich 81 MPa für den Boliden 2017-12-15 13:14:37. Die dritthöchste Zugfestigkeit von 75 MPa gehört zum Boliden 09.03.2017 04:16:37, den wir als möglichen Kandidaten für einen interstellaren Meteor identifiziert haben (Siraj & Loeb 2019c). Dieses Ergebnis bedeutet natürlich nicht, dass der erste interstellare Meteor künstlich von einer technischen Zivilisation erzeugt wurde und nicht natürlichen Ursprungs war (Loeb 2021). Eisenmeteoriten machen etwa ein Zwanzigstel aller Weltraumgesteinsbrocken aus, die auf der Erde eintreffen.
In einem Blogbeitrag vom September 2022 gab Loeb bekannt, dass die Expedition des Galileo-Projekts zur Suche nach Fragmenten vollständig finanziert sei.
Im November 2022 wurde eine Arbeit veröffentlicht, in der behauptet wurde, die anomalen Eigenschaften von CNEOS-2014-01-08 (einschließlich seiner hohen Stärke und stark hyperbolischen Flugbahn) seien eher Messfehler als echte Parameter. Sollte dies zutreffen, ist die erfolgreiche Bergung von Meteoroidenfragmenten höchst unwahrscheinlich.
Im Juli 2023 berichteten Amir Siraj und Avi Loeb über den Fund metallischer Fragmente in Form von Metallkügelchen, die ihrer Meinung nach von IM1 stammten und deren Isotopenverhältnisse darauf hindeuteten, dass es älter als das Sonnensystem ist. Andere Astronomen bezweifeln, dass der Meteor interstellar war, und andere Experten kritisierten die Methode von Siraj und Loeb, den möglichen Einschlagsort des Meteors zu bestimmen, und behaupten, dass die von ihnen verwendeten seismischen Daten nicht das Ergebnis eines Einschlags, sondern nahegelegenen LKW-Verkehrs waren.

## Referenzen
Hinweis: die Titel der Einzelnachweise wurden übersetzt
1. 1 2  Tereza Pultarova:  Bestätigt! Ein Meteor aus dem Jahr 2014 ist der erste bekannte interstellare Besucher der Erde – alle 10 Jahre könnten interstellare Weltraumbrocken auf die Erde fallen. In: Space.com, 3. November 2022. Abgerufen am 4. November 2022 (englisch).
2. ↑  Amir Siraj, Avi Loeb: Interstellare Meteore sind Ausreißer in der Materialstärke. In: The Astrophysical Journal. 941. Jahrgang, Nr. 2, 20. September 2022, S. L28, doi:10.3847/2041-8213/aca8a0, arxiv:2209.09905v1, bibcode:2022ApJ...941L..28S (englisch).
3. ↑  Avi Loeb:  Die Entdeckung eines zweiten interstellaren Meteors In: TheDebrief.org, 23. September 2022. Abgerufen am 24. September 2022 (englisch).
4. ↑  Fireball and Bolide Data. Center for Near-Earth Object Studies (CNEOS), abgerufen am 9. März 2024 (englisch).
5. ↑  Amir Siraj, Abraham Loeb: Discovery of a Meteor of Interstellar Origin. 4. Juni 2019 (englisch).
6. ↑  Amir Siraj, Abraham Loeb: An Argument for a Kilometer-Scale Nucleus of C/2019 Q4. In: Research Notes of the American Astronomical Society. 16. September 2019, S. 132, doi:10.3847/2515-5172/ab44c5, arxiv:1909.07286, bibcode:2019RNAAS...3..132S (englisch).
7. 1 2  Joey Roulette:  Militärisches Memo vertieft mögliches Mysterium um interstellaren Meteor – Das US-Weltraumkommando schien die Behauptung zu bestätigen, dass ein Meteor von außerhalb des Sonnensystems in die Erdatmosphäre eingedrungen sei, doch andere Wissenschaftler und die NASA sind noch immer nicht überzeugt. In: The New York Times, 15. April 2022 (englisch).
8. 1 2 3  Jaclyn Diaz:  Der erste bekannte interstellare Meteor traf 2014 die Erde, sagen US-Beamte In: NPR. Abgerufen am 16. April 2022 (englisch).
9. 1 2  Tweet "Ich hatte das Vergnügen, ein Memo mit dem Chefwissenschaftler von @ussfspoc, Dr. Mozer, zu unterzeichnen, um zu bestätigen, dass es sich bei einem zuvor entdeckten interstellaren Objekt tatsächlich um ein interstellares Objekt handelte, eine Bestätigung, die der breiteren astronomischen Gemeinschaft half.", U.S. Space Command
10. ↑  United States Space Command:  Ich hatte das Vergnügen, mit Dr. Mozer, dem Chefwissenschaftler von @ussfspoc, ein Memo zu unterzeichnen, um zu bestätigen, dass es sich bei einem zuvor entdeckten interstellaren Objekt tatsächlich um ein interstellares Objekt handelte, eine Bestätigung, die der breiteren astronomischen Gemeinschaft half. In: Twitter, 6. April 2022. Abgerufen am 12. April 2022 (englisch).
11. ↑  Becky Ferreira:  Geheime Regierungsinformationen bestätigen laut Wissenschaftlern das erste bekannte interstellare Objekt auf der Erde – Ein kleiner Meteor, der 2014 die Erde traf, stammte aus einem anderen Sternensystem und könnte interstellare Trümmer auf dem Meeresboden hinterlassen haben. In: Vice News, 7. April 2022. Abgerufen am 9. April 2022 (englisch).
12. ↑  John Wenz:  "Es öffnet eine neue Grenze, in der Sie die Erde als Fischernetz für diese Objekte verwenden." – Harvard-Astronom glaubt, dass 2014 ein interstellarer Meteor (oder ein Raumfahrzeug) die Erde traf In: Inverse, 11. April 2022 (englisch).
13. ↑  Amir Siraj, Abraham Loeb: Entdeckung eines Meteors interstellaren Ursprungs. 4. Juni 2019 (englisch).
14. ↑  Josh Handal, Karen Fox, Tricia Talbert:  U.S. Space Force gibt jahrzehntelange Bolidendaten an die NASA für Studien zur planetaren Verteidigung frei In: NASA, 8. April 2022. Abgerufen am 11. April 2022 (englisch).
15. ↑  Amir Siraj:  Spionagesatelliten bestätigten unsere Entdeckung des ersten Meteors von außerhalb des Sonnensystems - Ein Hochgeschwindigkeits-Feuerball, der 2014 die Erde traf, sah interstellaren Ursprungs zu sein, doch die Überprüfung dieser außergewöhnlichen Behauptung erforderte eine außergewöhnliche Kooperation seitens geheimer Verteidigungsprogramme In: Scientific American, 12. April 2022. Abgerufen am 14. April 2022 (englisch).
16. 1 2  J. Vaubaillon: Hyperbolische Meteore: Ist CNEOS vom 08.01.2014 interstellar? In: WGN, Zeitschrift der Internationalen Meteororganisation. Oktober 2022, S. 140–143, arxiv:2211.02305, bibcode:2022JIMO...50..140V (englisch).
17. 1 2  Peter G. Brown, Jiří Borovička: On the Proposed Interstellar Origin of the USG 20140108 Fireball. In: The Astrophysical Journal. 953. Jahrgang, Nr. 2, August 2023, S. 167, doi:10.3847/1538-4357/ace421, arxiv:2306.14267, bibcode:2023ApJ...953..167B (englisch).
18. ↑  Patricio A. Gallardo: Anthropogenic Coal Ash as a Contaminant in a Micro-meteoritic Underwater Search. In: Research Notes of the AAS. 7. Jahrgang, Nr. 10, Oktober 2023, S. 220, doi:10.3847/2515-5172/ad03f9, bibcode:2023RNAAS...7..220G (englisch).
19. ↑  Steve Desch, Alan Jackson: Kritik der arXiv-Einreichung 2308.15623, „Entdeckung von Kugeln wahrscheinlicher extrasolarer Zusammensetzung im Pazifikgebiet des CNEOS-Boliden vom 08.01.2014 (IM1)“, von A. Loeb et al. November 2023 (englisch).
20. ↑  Benjamin Fernando, Pierrick Mialle: Seismic and acoustic signals from the 2014 'Interstellar Meteor'. In: Geophysical Journal International. 238. Jahrgang, Nr. 2, März 2024, S. 1027–1039, doi:10.1093/gji/ggae202, arxiv:2403.03966, bibcode:2024GeoJI.tmp..181F (englisch).
21. ↑  Steve Desch: Be,La,U-reiche Kügelchen als Mikrotektite terrestrischer Laterite: Was hochgeht, muss auch wieder runterkommen. März 2024 (englisch).
22. 1 2  Matt Richtel:  Überraschung: Ein Das „außerirdische“ Gerät war etwas Vertrauteres – 2014 wurde ein Feuerball aus dem Weltall als außerirdisches Artefakt vermutet. Eine aktuelle Studie legt das Gegenteil nahe. In: The New York Times, 11. März 2024 (englisch).
23. ↑  Brigit Katz: Ein interstellarer Meteor könnte 2014 mit der Erde kollidiert sein. In: Smithsonian Magazine. 17. April 2019, abgerufen am 23. März 2021 (englisch).
24. ↑  Bruce Dorminey: Interstellarer Meteor traf wahrscheinlich 2014 die Erde, sagen Astronomen. (englisch).
25. ↑  Jorge I. Zuluaga: Speed Thresholds for Hyperbolic Meteors: The Case of the 2014 January 8 CNEOS Meteor. In: Research Notes of the AAS. 3. Jahrgang, Nr. 5, 3. Mai 2019, ISSN 2515-5172, S. 68, doi:10.3847/2515-5172/ab1de3, bibcode:2019RNAAS...3...68Z (englisch).
26. ↑  Megan Marples:  US-Militär bestätigt Kollision eines interstellaren Meteors mit der Erde In: CNN, 13. April 2022. Abgerufen am 14. April 2022 (englisch).
27. ↑  Mike McRae:  Studie behauptet: Im Ozean gefundenes Material stammt nicht aus diesem Sonnensystem, 1. September 2023 (englisch).
28. ↑  Loeb, Avi: Entdeckung von Kugeln wahrscheinlich extrasolarer Zusammensetzung im Pazifik, Standort des Boliden CNEOS 2014-01-08 (IM1). 29. August 2023 (englisch).
29. ↑  Abraham Loeb: Überblick über das Galileo-Projekt. In: Journal of Astronomical Instrumentation. 12. Jahrgang, Nr. 1, 2023, doi:10.1142/S2251171723400032, arxiv:2209.02479, bibcode:2023JAI....1240003L (englisch).
30. ↑  Kai McNamee:  Ein Astronom glaubt, dass außerirdische Technologie im Gange sein könnte der Meeresboden. Nicht alle sind einverstanden In: NPR, 31. August 2022. Abgerufen am 1. September 2022 (englisch).
31. ↑  Avi Loeb: Der erste interstellare Meteor hatte eine größere Materialstärke als Eisenmeteoriten. In: Medium. 18. April 2022, abgerufen am 21. August 2022 (englisch).
32. ↑  Ray Fuschetti, Malcolm Johnson, Aaron Strader:  Harvard-Professor glaubt, dass außerirdische Technologie im Pazifischen Ozean abgestürzt sein könnte – und er will sie finden In: NBC Boston. Abgerufen am 2. September 2022 (englisch).
33. ↑  Jamie Carter:  Astronomen planen, einen interstellaren Meteoriten mithilfe eines massiven Magneten aus dem Ozean zu fischen In: livescience.com, 9. August 2022. Abgerufen am 21. August 2022 (englisch).
34. ↑   Astronomen: Lasst uns Fischen Sie einen Meteoriten aus dem Meer ... mit einem matratzengroßen Magneten In: www.yahoo.com. Abgerufen am 2. September 2022 (englisch).
35. 1 2  Scott Alan Johnston:  Ein interstellarer Meteor traf 2014 die Erde, und nun wollen Wissenschaftler auf dem Meeresgrund danach suchen In: Universe Today, 4. August 2022. Abgerufen am 2. September 2022
36. 1 2  Jamie Carter:  Astronomen planen, mithilfe eines riesigen Magneten einen interstellaren Meteoriten aus dem Ozean zu fischen In: Space.com, 10. August 2022. Abgerufen am 2. September 2022 (englisch).
37. 1 2  Amir Siraj, Abraham Loeb, Tim Gallaudet: Eine Ozeanexpedition des Galileo-Projekts zur Bergung von Fragmenten des ersten großen interstellaren Meteors CNEOS 2014-01-08. 5. August 2022 (englisch).
38. ↑  Avi Loeb: Message in an Interstellar Bottle. In: Medium. 16. September 2022, abgerufen am 17. September 2022 (englisch).
39. ↑  chs: Metallkügelchen vom Ozeanboden: Kontroverser Forscher präsentiert angeblich außerirdisches Material. In: Spiegel Online. 5. Juli 2023, abgerufen am 21. April 2025.
40. ↑  Amir Siraj: Haben wir Fragmente eines Meteors von einem anderen Stern gefunden? In: Scientific American. 5. Juli 2023, abgerufen am 8. Juli 2023 (englisch).
41. ↑  Avi Loeb:  Ich bin Harvard-Astronom. Ich glaube, wir haben interstellares Material gefunden In: Newsweek, 5. Juli 2023. Abgerufen am 7. Juli 2023 (englisch).
42. ↑  Katrina Miller:  Wissenschaftler taucht tief nach außerirdischem Leben ab und lässt seine Kollegen zweifeln - Avi Loeb, ein Harvard Astrophysiker, sagt, dass das vom Meeresboden geborgene Material von einem außerirdischen Raumschiff stammen könnte. Seine Kollegen sind skeptisch. (Memento des Originals vom 24. Juli 2023 im Internet Archive) In: The New York Times, 24. Juli 2023 (englisch).

Koordinaten: 1° 18′ S, 147° 36′ O